# Slowakije op de Paralympische Winterspelen 2014
Slowakije was een van de landen die deelnam aan de Paralympische Winterspelen 2014 in Sotsji, Rusland.

## Medailleoverzicht
| Sport       | Paralympiër                               | Onderdeel                         | Medaille |
| ----------- | ----------------------------------------- | --------------------------------- | -------- |
| Alpineskiën | Henrieta Farkasova Gids: Natalia Subrtova | Afdaling, visueel beperkt (v)     | Goud     |
| Alpineskiën | Henrieta Farkasova Gids: Natalia Subrtova | Reuzenslalom, visueel beperkt (v) | Goud     |
| Alpineskiën | Jakub Krako Gids: Martin Motyka           | Super G, visueel beperkt (m)      | Goud     |
|             |                                           |                                   |          |
| Alpineskiën | Miroslav Haraus Gids: Maros Hudik         | Afdaling, visueel beperkt (m)     | Zilver   |
| Alpineskiën | Jakub Krako Gids: Martin Motyka           | Reuzenslalom, visueel beperkt (m) | Zilver   |
|             |                                           |                                   |          |
| Alpineskiën | Henrieta Farkasova Gids: Natalia Subrtova | Slalom, visueel beperkt (v)       | Brons    |
| Alpineskiën | Petra Smarzova                            | Slalom, staand (v)                | Brons    |

## Deelnemers en resultaten
(m) = mannen, (v) = vrouwen 

### Alpineskiën
| Paralympiër                               | Onderdeel                            | Resultaat | Prestatie         |
| ----------------------------------------- | ------------------------------------ | --------- | ----------------- |
| Michal Beladic Gids: Filip Motyka         | Afdaling, visueel beperkt (m)        | 11e       | 1:35.98           |
| Michal Beladic Gids: Filip Motyka         | Super G, visueel beperkt (m)         | 7e        | 1:29.30           |
| Michal Beladic Gids: Filip Motyka         | Slalom, visueel beperkt (m)          | 7e        | 1:59.41           |
| Michal Beladic Gids: Filip Motyka         | Supercombinatie, visueel beperkt (m) | 6e        | 2:32.20           |
| Michal Beladic Gids: Filip Motyka         | Reuzenslalom, visueel beperkt (m)    | 11e       | 2:47.06           |
| Radomir Dudas Gids: Michal Cerven         | Afdaling, visueel beperkt (m)        | 10e       | 1:33.37           |
| Radomir Dudas Gids: Michal Cerven         | Super G, visueel beperkt (m)         | 8e        | 1:31.51           |
| Radomir Dudas Gids: Michal Cerven         | Slalom, visueel beperkt (m)          | 6e        | 1:54.46           |
| Radomir Dudas Gids: Michal Cerven         | Supercombinatie, visueel beperkt (m) | 4e        | 2:21.35           |
| Radomir Dudas Gids: Michal Cerven         | Reuzenslalom, visueel beperkt (m)    | 10e       | 2:43.42           |
| Martin France                             | Super G, staand (m)                  | 8e        | 1:25.50           |
| Martin France                             | Slalom, staand (m)                   | 14e       | 1:53.14           |
| Martin France                             | Supercombinatie, staand (m)          | 8e        | 2:18.64           |
| Martin France                             | Reuzenslalom, staand (m)             | 4e        | 2:31.66           |
| Miroslav Haraus Gids: Maros Hudik         | Afdaling, visueel beperkt (m)        | Zilver    | 1:22.01           |
| Miroslav Haraus Gids: Maros Hudik         | Super G, visueel beperkt (m)         | DNF       | Niet gefinisht    |
| Miroslav Haraus Gids: Maros Hudik         | Slalom, visueel beperkt (m)          | DSQ       | Gediskwalificeerd |
| Miroslav Haraus Gids: Maros Hudik         | Supercombinatie, visueel beperkt (m) | DSQ       | Gediskwalificeerd |
| Miroslav Haraus Gids: Maros Hudik         | Reuzenslalom, visueel beperkt (m)    | DNF       | Niet gefinisht    |
| Jakub Krako Gids: Martin Motyka           | Afdaling, visueel beperkt (m)        | 4e        | 1:23.38           |
| Jakub Krako Gids: Martin Motyka           | Super G, visueel beperkt (m)         | Goud      | 1:20.58           |
| Jakub Krako Gids: Martin Motyka           | Slalom, visueel beperkt (m)          | DNF       | Niet gefinisht    |
| Jakub Krako Gids: Martin Motyka           | Reuzenslalom, visueel beperkt (m)    | Zilver    | 2:31.66           |
| Marek Kubacka Gids: Natalia Karpisova     | Super G, visueel beperkt (m)         | DNF       | Niet gefinisht    |
| Marek Kubacka Gids: Natalia Karpisova     | Slalom, visueel beperkt (m)          | DNF       | Niet gefinisht    |
| Marek Kubacka Gids: Natalia Karpisova     | Supercombinatie, visueel beperkt (m) | DNF       | Niet gefinisht    |
| Marek Kubacka Gids: Natalia Karpisova     | Reuzenslalom, visueel beperkt (m)    | 8e        | 2:42.52           |
|                                           |                                      |           |                   |
| Henrieta Farkasova Gids: Natalia Subrtova | Afdaling, visueel beperkt (v)        | Goud      | 1:31.55           |
| Henrieta Farkasova Gids: Natalia Subrtova | Super G, visueel beperkt (v)         | DSQ       | Gediskwalificeerd |
| Henrieta Farkasova Gids: Natalia Subrtova | Slalom, visueel beperkt (v)          | Brons     | 2:02.94           |
| Henrieta Farkasova Gids: Natalia Subrtova | Reuzenslalom, visueel beperkt (v)    | Goud      | 2:48.63           |
| Petra Smarzova                            | Super G, staand (v)                  | DNF       | Niet gefinisht    |
| Petra Smarzova                            | Slalom, staand (v)                   | Brons     | 2:06.91           |
| Petra Smarzova                            | Supercombinatie, staand (v)          | 6e        | 2:39.40           |
| Petra Smarzova                            | Reuzenslalom, staand (v)             | 5e        | 2:49.47           |

### Biatlon
| Paralympiër        | Onderdeel            | Resultaat | Prestatie       |
| ------------------ | -------------------- | --------- | --------------- |
| Vladimir Gajdiciar | 7.5 km, zittend (m)  | 15e       | 24:17.8 pen.: 0 |
| Vladimir Gajdiciar | 12.5 km, zittend (m) | 18e       | 41:19.4 pen.: 3 |
| Vladimir Gajdiciar | 15 km, zittend (m)   | 16e       | 49:36.7 pen.: 1 |

### Langlaufen
| Paralympiër        | Onderdeel                | Resultaat | Prestatie   |
| ------------------ | ------------------------ | --------- | ----------- |
| Vladimir Gajdiciar | 1 km sprint, zittend (m) | 21e       | 2:33.42 (Q) |
| Vladimir Gajdiciar | 10 km, zittend (m)       | 18e       | 34:42.8     |

### Rolstoelcurling
| Paralympiër                                                                  | Onderdeel | Resultaat | Prestatie |
| ---------------------------------------------------------------------------- | --------- | --------- | --- |
| Radoslav Ďuriš Branislav Jakubec Dusan Pitoňák Monika Kunkelová Alena Kanova | team      | 6e        | Groepsfase: (6e) SVK - USA: 6 - 4 CHN - SVK: 3 - 8 FIN - SVK: 6 - 9 SVK - GBR: 2 - 12 KOR - SVK: 7 - 4 SWE - SVK: 9 - 3 NOR - SVK: 4 - 11 SVK - CAN: 0 - 16 SVK - RUS: 4 - 7 |

### Snowboarden
| Paralympiër   | Onderdeel          | Resultaat | Prestatie |
| ------------- | ------------------ | --------- | --------- |
| Marek Hlavina | Snowboardcross (m) | 19e       | 2:07.93   |